# Dryopteris sericea
Dryopteris sericea är en träjonväxtart som beskrevs av Carl Frederik Albert Christensen. Dryopteris sericea ingår i släktet Dryopteris och familjen Dryopteridaceae. Inga underarter finns listade.